# Poreski identifikacioni broj
Poreski identifikacioni broj (PIB) je jedinstveni i jedini broj fizičkog lica, preduzetnika i pravnog lica koji se koristi u poreskom postupku i platnom prometu, za sve javne prihode. PIB dodeljuje Poreska uprava radi identifikacije poreskih obveznika, a jednom dodeljen ovaj broj se zadržava prilikom promene sedišta, odnosno prebivališta poreskog obveznika, sve do prestanka statusa poreskog obveznika.
PIB i matični broj preduzeća su neophodna obeležja privrednog društva jer bez njih ono ne može da otvori račune u banci ni da učestvuje u platnom prometu.

## Dokumenta u koja se unosi
PIB se koristi u poreskom postupku i obavezno se unosi u:
1. akt koji poreski obveznik podnosi Poreskoj upravi, organizacijama obaveznog socijalnog osiguranja, drugim državnim organima i organizacijama i organima teritorijalne autonomije i lokalne samouprave;
2. akt koji Poreska uprava dostavlja poreskom obvezniku;
3. dokument kojim poreski obveznik plaća porez i sporedna poreska davanja;
4. nalog kojim se banci nalaže plaćanje poreza i sporednih poreskih davanja;
5. akt koji poreski obveznik podnosi organima i organizacijama nadležnim za vođenje registra i računa.[1]

Pored ovih akata i dokumenata PIB se obavezno unosi i u: 
- jedinstvenu carinsku ispravu (JCI) i Evidencionu jedinstvenu carinsku ispravu;
- propisanu poresku prijavu;
- brisana;
- fakturu;
- fiskalni isečak;
- svaki instrument platnog prometa kojim se nosiocu platnog prometa nalaže da obavi bilo koju transakciju u platnom prometu;
- evidenciju prodavca o prodatoj robi kupcima sa teritorije AP Kosovo i Metohija i evidenciju kupaca o kupljenim proizvodima sa teritorije AP Kosovo i Metohija.

Kod fakture npr. je obavezno da stoje i PIB prodavca i PIB kupca.

## Registracija poreskih obveznika
Poreska uprava dodeljuje PIB fizičkim licima, preduzetnicima, pravnim licima i stalnim poslovnim jedinicama nerezidentnog pravnog lica kako bi ih identifikovala kao poreske obveznike.
PIB su dužni da imaju:
1. rezidentno pravno lice;
2. državni organ i organizacija, organ i organizacija teritorijalne autonomije ili lokalne samouprave, bez svojstva pravnog lica;
3. rezidentni preduzetnik;
4. rezidentno fizičko lice (osim rezidentnog preduzetnika) koje ostvaruje prihode ili poseduje imovinu koji podležu porezivanju;
5. stalna poslovna jedinica nerezidentnog pravnog lica;
6. nerezidentno pravno lice koje određuje punomoćnika;
7. nerezidentno fizičko lice koje određuje punomoćnika.[2]

Privredni subjekti su dužni da podnesu prijavu za registraciju i dobijanje PIB-a Poreskoj upravi prema mestu sedišta u roku od pet dana od dana upisa u Registar. 
Fizička lica su dužna da podnesu prijavu za registraciju i dobijanje PIB-a Poreskoj upravi u roku od pet dana od dana početka ostvarivanja prihoda, odnosno sticanja imovine, koji podležu oporezivanju.
Nakon izvršene registracije Poreska uprava izdaje poreskom obvezniku dokaz o izvršenoj registraciji.
Ako poreski obveznik ne podnese prijavu za registraciju, Poreska uprava će po službenoj dužnosti dodeliti PIB, na osnovu raspoloživih podataka.
Pravnim licima, preduzetnicima i drugim subjektima za čiju registraciju je nadležna Agencija za privredne registre, PIB se dodeljuje preko te Agencije, u roku propisanom zakonom kojim se uređuje registracija privrednih subjekata.

### Obrasci za prijavu
Centrala Poreske uprave vrši registraciju poreskih obveznika za koje nije nadležna Agencija za privredne registre i dodeljivanje PIB-a na osnovu prijave ili po službenoj dužnosti na osnovu sledećih obrazaca:
- Obrazac PR-1[мртва веза] - Prijava za registraciju pravnog lica i poslovnih jedinica
- Obrazac PR-2[мртва веза] - Prijava za registraciju preduzetnika
- Obrazac PR-3[мртва веза] - Prijava za registraciju fizičkog lica nerezidenta

Za prijavu privrednih subjekata za čiju je registraciju nadležna Agencija za privredne registre koriste se sledeći obrasci:
- Obrazac JRPPS-1[мртва веза] - Jedinstvena registraciona prijava osnivanja preduzetnika
- Obrazac JRPPS-2[мртва веза] - Jedinstvena registraciona prijava osnivanja pravnih lica i drugih subjekata

## Struktura
PIB se jedinstveno označava u numeričkom obliku.
PIB za poreske obveznike – pravna lica, preduzetnike, stalne poslovne jedinice nerezidentnog pravnog lica i nerezidentna fizička lica, sastoji se od devet cifara, koji čine:
1. redni broj registracije poreskog obveznika (osam numeričkih cifara)
2. kontrolni broj (jedna numerička cifra)

Redni brojevi registracije poreskih obveznika počinju od broja 10000001 i završavaju se brojem 99999999.
PIB se određuje tako da prvih osam cifara čine redni broj registracije poreskog obveznika, a poslednja cifra je kontrolni broj.
Kontrolni broj računa se za niz od osam numeričkih cifara po međunarodnom standardu ISO 7064, MODUL (11,10).
PIB za rezidentna fizička lica koja nisu preduzetnici i za obveznike poreza i doprinosa na prihode od poljoprivrede i šumarstva, sastoji se od 13 cifara i predstavlja jedinstveni matični broj građana (JMBG).

## Prestanak postojanja
Ukoliko su jednom poreskom obvezniku dodeljena dva ili više PIB-a, Centrala Poreske uprave, po službenoj dužnosti ili na zahtev stranke, rešenjem poništava više određene PIB-ove u skladu sa pravilnikom o poreskom identifikacionom broju.
Ako je isti PIB dodeljen različitim poreskim obveznicima, poništava se potvrda o izvršenoj registraciji onog poreskog obveznika kome je PIB dodeljen kasnije.
Ako poreski obveznik ne prijavi sve kasnije izmene podataka u prijavi za registraciju, odnosno ne podnese dokumentaciju i pruži informacije koje zahteva Poreska uprava u roku od pet dana od dana nastanka izmene podataka, odnosno od dana prijema zahteva za dostavljanje dokumenata i informacija, Poreska uprava rešenjem oduzima poreskom obvezniku dodeljeni PIB do ispunjenja ovih obaveza, a primerak rešenja dostavlja banci i organizaciji za prinudnu naplatu iz novčanih sredstava na računu obveznika. U tom slučaju, banka je dužna da obustavi izvršenje naloga poreskog obveznika za prenos sredstava sa njegovog računa (osim u svrhu izmirivanja obaveza po osnovu poreza i sporednih poreskih davanja), i to od momenta prijema rešenja.

## Spoljašnje veze
- Poreska uprava
- Agencija za privredne registre